# Ponani
|  | Per a altres significats, vegeu «Riu Ponani». |

Ponani —പൊന്നാനി en malayalam, Ponnani en English — és una població de l'Índia al districte de Malappuram a Kerala, capital de la taluka del mateix nom, la més petita del districte. Segons el cens de 2011 consta amb 90.491 habitants.
El 1881 apareix amb 12.421 i el 1901 amb 10.562 habitants. La població és Moppila (Mappila) i el gran sacerdot moppila resideix a aquesta ciutat que és el centre musulmà de la costa Malabar. El 1901 hi havia 27 mesquites la principal de les quals la Jamat Masjid (Valiya Jum'ah Palli) datada el 1501.
El 1662, després que els holandesos van ocupar Cochin, els anglesos es van retirar a Ponani. El 1782 el coronel McLeod va desembarcar tropes des de Bombai i se li va unir la força del coronel Humberstone que havia abandonat el setge de Palghat i havia sortit de Manarikota (Mannarkkad) a marxes forçades seguit per Tipu Sultan i Lally. Unit a McLeod, les forces britàniques van rebutjar als perseguidors i després la mort d'Haidar Ali va fer que l'atac de Tipu (ara successor) ja no continués. Quan el coronel Hartley va fer el seu brillant descens a la costa oest la població de Ponani li va donar suport.